# Більче-Золотецький парк
Бі́льче-Золоте́цький парк — пам'ятка садово-паркового мистецтва загальнодержавного значення в Україні. Розташований у селі Більче-Золоте Чортківського району Тернопільської області.
Площа 11 га. Постановою Ради Міністрів УРСР від 29 січня 1960 року № 105 парку надано статус об'єкта природно-заповідного фонду. Перебуває у віданні Більче-Золотецької сільської ради.
Парк разом із палацом закладений на початку XIX століття (під час Другої світової війни палац зруйнований); у 1839 році побудований костьол з усипальницею.
Парк створено у ландшафтному стилі. На його території зберігся храм і старовинні в'їзні ворота; є стадіон, ставок, що живиться джерельними водами. У парку ростуть близько 400 вікових дерев, серед них — 2 тюльпанових дерева, 3 чорних горіхи, 2 сосни Веймутова (їх діаметр 90-105 см). Також є птелея трилиста, ялина сиза колючої форми, магнолія падуболиста, спірея верболиста та інші. 1966 року парк поповнили новими цінними деревами та кущами з Гермаківського дендропарку. В кінці XIX століття на території Більче-Золотецького парку проводили археологічні дослідження пам'яток трипільської культури.